# Apeadero de Garraia
El Apeadero de Garraia es una estación ferroviaria desactivada de la Línea de Évora, que servía a la zona de Garraia, en el ayuntamiento de Évora, en Portugal.

## Historia
Este apeadero se encuentra en el tramo entre la estación de Évora y el apeadero de Vale do Pereiro, que entró en servicio el 5 de septiembre de 1871.
El 1 de enero de 1990, terminaron los servicios de pasajeros entre Évora y Estremoz; así, este tramo sólo se llevaron a cabo servicios de mercancías hasta el fin de su explotación, en 2009, siendo oficialmente abandonado en 2011.